# Ligny-Thilloy
Ligny-Thilloy est une commune française située dans le département du Pas-de-Calais en région Hauts-de-France. Ses habitants sont appelés les Lignyens. La commune est membre de la communauté de communes du Sud-Artois.

## Géographie

### Localisation
Localisée dans le sud-est du département du Pas-de-Calais et limitrophe du département de la Somme, Ligny-Thilloy est une commune limitrophe au nord-est de la commune de Bapaume (aire d'attraction) et située, à vol d'oiseau, à 23 km au sud de la commune d’Arras (chef-lieu d'arrondissement et préfecture du Pas-de-Calais).
Le territoire de la commune est limitrophe de ceux de huit communes, dont deux, Flers et Gueudecourt, dans le département de la Somme.
Les communes limitrophes sont  Avesnes-lès-Bapaume, Bapaume, Beaulencourt, Flers, Grévillers, Gueudecourt, Le Sars et Warlencourt-Eaucourt.

### Géologie et relief
La superficie de la commune est de 10,29 km2 ; son altitude varie de 97  à   135 mètres.

### Hydrographie
La commune est située dans le bassin Artois-Picardie. Elle n'est drainée par aucun cours d'eau,.

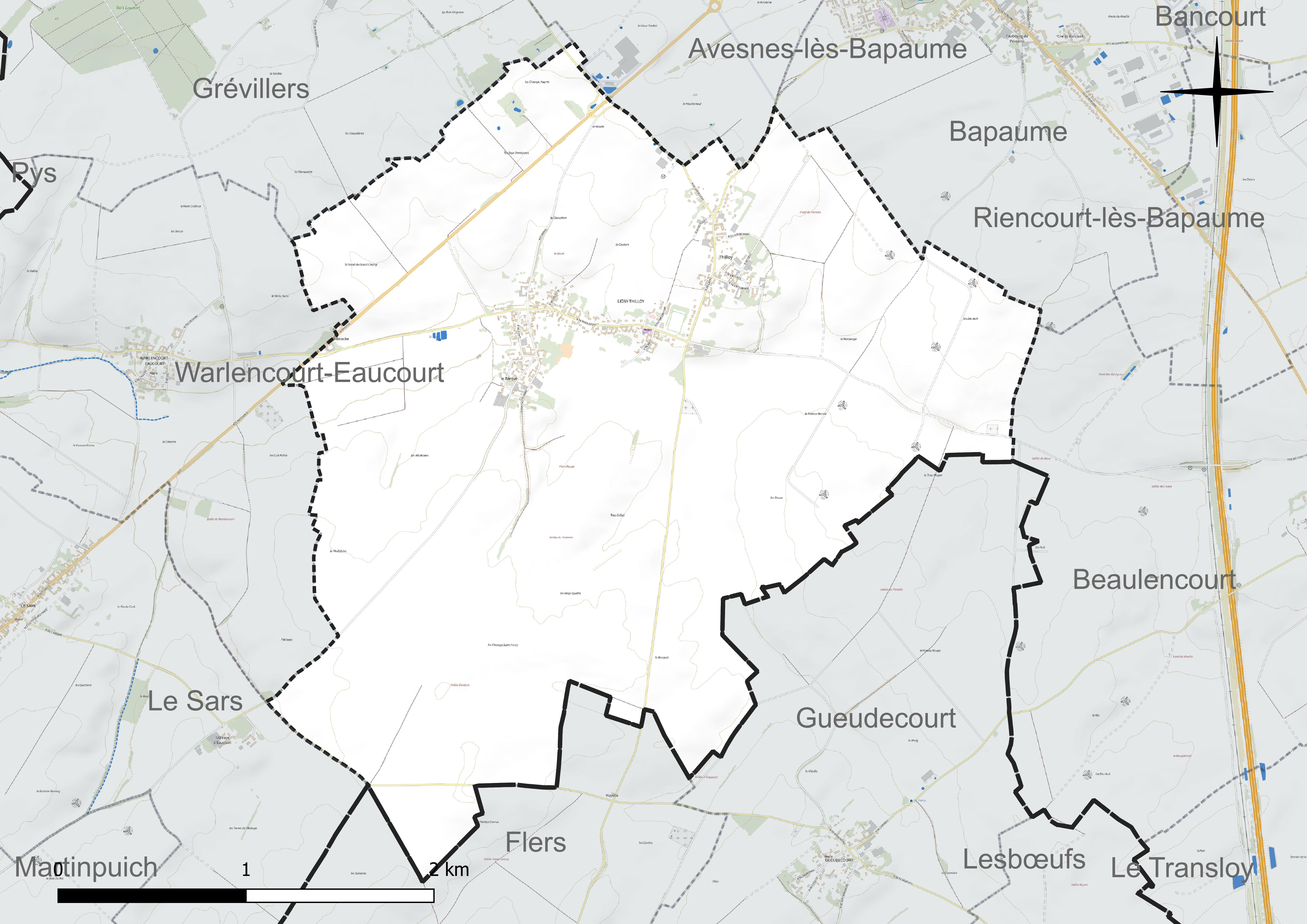
Réseau hydrographique de Ligny-Thilloy.

### Climat
Pour des articles plus généraux, voir Climat des Hauts-de-France et Climat du Pas-de-Calais.
En 2010, le climat de la commune est de type climat océanique dégradé des plaines du Centre et du Nord, selon une étude du CNRS s'appuyant sur une série de données couvrant la période 1971-2000. En 2020, Météo-France publie une typologie des climats de la France métropolitaine dans laquelle la commune est exposée à un climat océanique et est dans la région climatique Nord-est du bassin Parisien, caractérisée par un ensoleillement médiocre, une pluviométrie moyenne régulièrement répartie au cours de l'année et un hiver froid (3 °C).
Pour la période 1971-2000, la température annuelle moyenne est de 10,1 °C, avec une amplitude thermique annuelle de 14,5 °C. Le cumul annuel moyen de précipitations est de 760 mm, avec 11,8 jours de précipitations en janvier et 9,2 jours en juillet. Pour la période 1991-2020, la température moyenne annuelle observée sur la station météorologique la plus proche, située sur la commune de Méaulte à 16 km à vol d'oiseau, est de 10,7 °C et le cumul annuel moyen de précipitations est de 730,3 mm,. Pour l'avenir, les paramètres climatiques de la commune estimés pour 2050 selon différents scénarios d'émission de gaz à effet de serre sont consultables sur un site dédié publié par Météo-France en novembre 2022.

### Paysages
Pour un article plus général, voir Paysage en France.
La commune est située dans le paysage régional des grands plateaux artésiens et cambrésiens tel que défini dans l'atlas des paysages de la région Nord-Pas-de-Calais, conçu par la direction régionale de l'Environnement, de l'Aménagement et du Logement (DREAL),. Ce paysage régional, qui concerne 238 communes, est dominé par les « grandes cultures » de céréales et de betteraves industrielles qui représentent 70 % de la surface agricole utilisée (SAU).

### Milieux naturels et biodiversité

#### Espèces faunistiques et floristiques
L'Inventaire national du patrimoine naturel (INPN) recense plusieurs espèces faunistiques et floristiques sur le territoire de la commune dont certaines sont protégées et d'autres menacées et quasi-menacées.

## Urbanisme

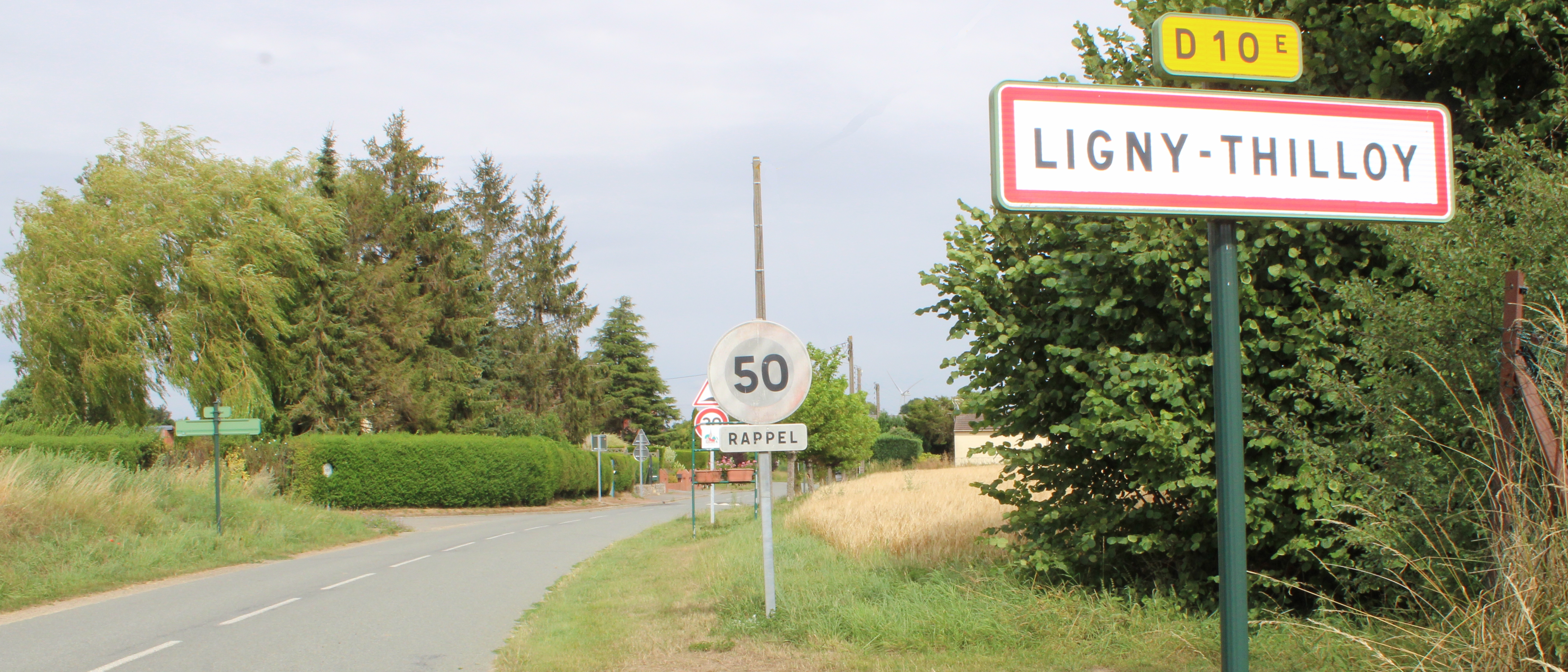
Une entrée du village.

### Typologie
Au 1er janvier 2024, Ligny-Thilloy est catégorisée commune rurale à habitat dispersé, selon la nouvelle grille communale de densité à sept niveaux définie par l'Insee en 2022.
Elle est située hors unité urbaine. Par ailleurs la commune fait partie de l'aire d'attraction de Bapaume, dont elle est une commune de la couronne,. Cette aire, qui regroupe 21 communes, est catégorisée dans les aires de moins de 50 000 habitants,.

### Occupation des sols
L'occupation des sols de la commune, telle qu'elle ressort de la base de données européenne d'occupation biophysique des sols Corine Land Cover (CLC), est marquée par l'importance des territoires agricoles (95,6 % en 2018), une proportion identique à celle de 1990 (95,6 %). La répartition détaillée en 2018 est la suivante : 
terres arables (95,3 %), zones urbanisées (4,4 %), prairies (0,2 %). L'évolution de l'occupation des sols de la commune et de ses infrastructures peut être observée sur les différentes représentations cartographiques du territoire : la carte de Cassini (XVIIIe siècle), la carte d'état-major (1820-1866) et les cartes ou photos aériennes de l'IGN pour la période actuelle (1950 à aujourd'hui).

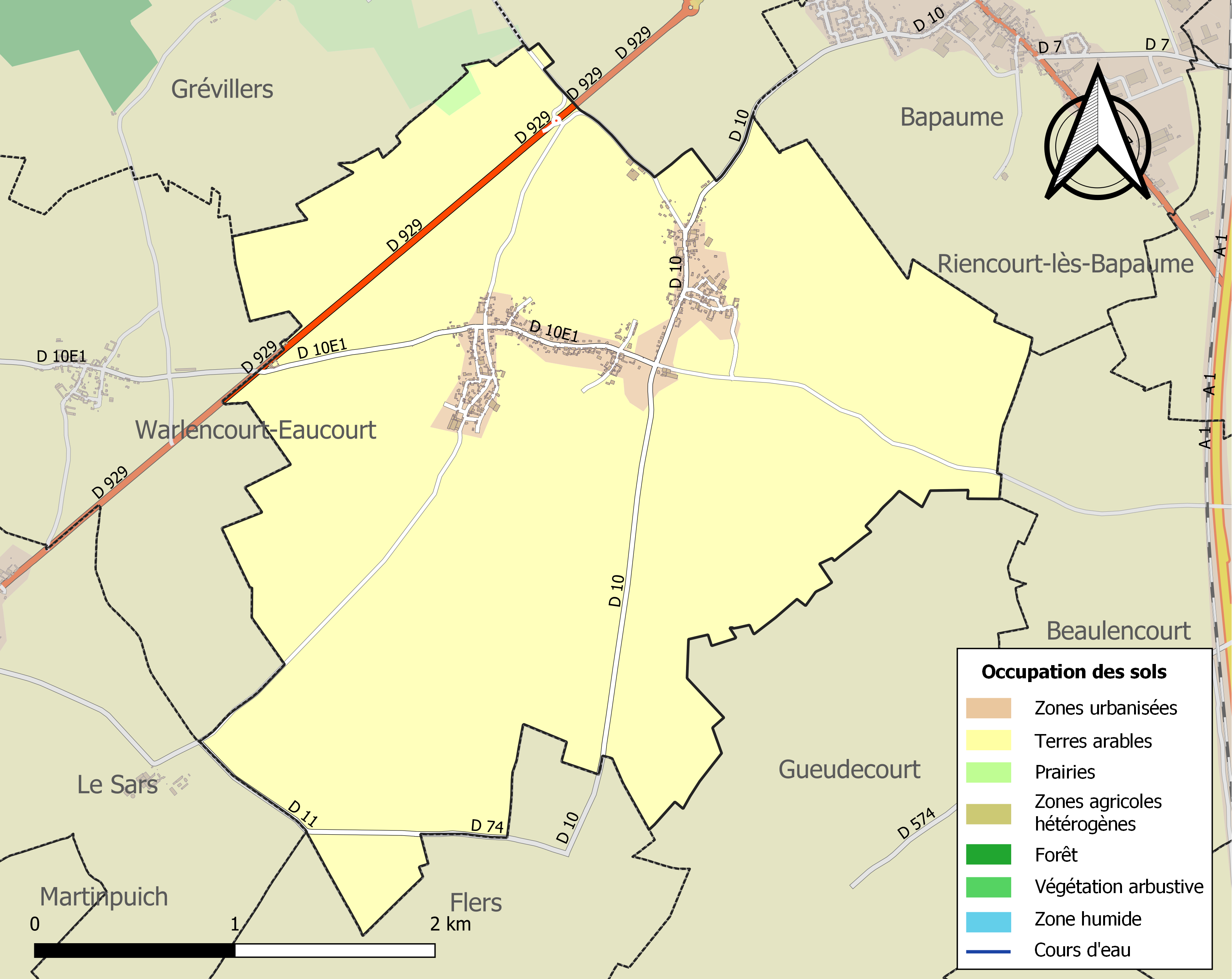
Carte des infrastructures et de l'occupation des sols de la commune en 2018 (CLC).

## Toponymie
Le nom de la localité est attesté sous les formes Liniacum (647) ; Linariæ (799) ; Leingni (1088) ; Linni (XIIe siècle) ; Lengni (1145) ; Laigni (1218) ; Legni (1320) ; Lingny (1381) ; Ligny (1720) ; Ligny-Thilloy.
Tilloy est une section de la commune attesté sous les formes Tylloyt juxta Bapalmas, Telloy XIIe siècle (cart. de Saint-Vaast, p. 282 et 296) ; Tilloy d'alès Bappalmes 1360 (abb. d'Étrun) ; Thiloy-lès-Bapames 1651 (Bibl. nation., ms. fr. 6218, f° 26 r°) ; Thilloy-lez-Bapaume XVIIIe siècle (Cass.) ; Thilloy (c. État-maj.).
Toponyme issu de l'oïl teilloy, « lieu planté de tilleuls ».

## Histoire
Ligny-Thilloy est issue de la réunion de Ligny-le-Barque et de Thilloy-lès-Bapaume sous les ordonnances royales du 6 mars 1820.
Lors de la Première Guerre mondiale et de la 1re bataille de la Somme, plus précisément le 10 octobre  1916 dans la rue du 2 septembre, anciennement rue d'été, Adolf Hitler y fut blessé.
Une autre personnalité, l'aviateur anglais de la Royal Air Force Lanoe George Hawker fut abattue par le baron rouge Manfred von Richthofen lors d'un combat sur la commune de Ligny-Thilloy le 23 novembre 1916 (Aujourd'hui, il existe un monument à son effigie).
Lors de cette même bataille, la commune fut prise au cœur de l'opération Alberich : nom de code que donnèrent les Allemands à une opération visant à un retrait planifié qui eut lieu entre le 9 février et le 20 mars 1917, vers de nouvelles positions sur la ligne Hindenburg : vaste système de défense et de fortification s'étirant sur près de 160 km, de Lens (Pas-de-Calais) jusqu'à l'Aisne, près de Soissons. Le territoire entre le précédent front et la nouvelle ligne est dévasté par les Allemands, qui emploient des tactiques de pillages méthodiques et de destructions systématiques. 99 communes envahies du Pas-de-Calais, dont Ligny-Thilloy vont être totalement ravagées. Finalement, Anglais et Australiens libèrent la commune (ce qu'il en reste) le 1er mars 1917.
Après des attaques au printemps 1918, les Alliés déclenchent une série d'attaques contre l'Allemagne, connues sous le nom d'offensive des Cent-Jours ou 2e bataille de la Somme et la seconde bataille d'Arras. Le Barque (commune de Ligny-Thilloy) fut libérée le 26 août.
La commune est décorée de la croix de guerre 1914-1918 par décret du 23 septembre 1920, distinction également attribuée à 276 autres communes du Pas-de-Calais.
Lors de la Seconde Guerre mondiale, Ligny-Thilloy fut occupée par les Allemands jusqu'au 2 septembre 1944 avec l'aide des américains arrivés en nombre la veille. Après un assaut contre les derniers Allemands se trouvant en infériorité, finissent par se rendre. La commune est libérée pour la dernière fois de son histoire[réf. nécessaire].

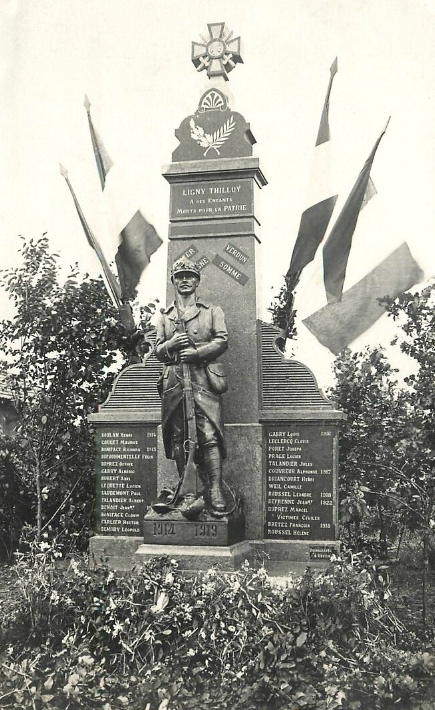
La statue d'un poilu sur le monument de Ligny-Thilloy.

## Politique et administration

### Découpage territorial
La commune se trouve dans l'arrondissement d'Arras du département du Pas-de-Calais.

#### Commune et intercommunalités
La commune est membre de la communauté de communes du Sud-Artois qui regroupe 64 communes et compte 27 059 habitants en 2021.

#### Circonscriptions administratives
La commune est rattachée au canton de Bapaume.

#### Circonscriptions électorales
Pour l'élection des députés, la commune fait partie de la première circonscription du Pas-de-Calais.

### Élections municipales et communautaires

#### Liste des maires
| Période                                  | Période                    | Identité            | Étiquette | Qualité                                                                                       |
| ---------------------------------------- | -------------------------- | ------------------- | --------- | --------------------------------------------------------------------------------------------- |
| Les données manquantes sont à compléter. |                            |                     |           |                                                                                               |
|                                          | 2001                       | Jacques Loncle      |           |                                                                                               |
| mars 2001                                | En cours (au 25 mars 2022) | Dominique Deleplace |           | Directeur d'école en retraite Réélu pour le mandat 2014-2020, Réélu pour le mandat 2020-2026, |

## Équipements et services publics

### Enseignement
La commune est située dans l'académie de Lille et dépend, pour les vacances scolaires, de la zone B.
Elle administre une école primaire en regroupement pédagogique intercommunal (RPI 94).

## Population et société

### Démographie
Les habitants sont appelés les Lignyens.

#### Évolution démographique
L'évolution du nombre d'habitants est connue à travers les recensements de la population effectués dans la commune depuis 1793. Pour les communes de moins de 10 000 habitants, une enquête de recensement portant sur toute la population est réalisée tous les cinq ans, les populations de référence des années intermédiaires étant quant à elles estimées par interpolation ou extrapolation. Pour la commune, le premier recensement exhaustif entrant dans le cadre du nouveau dispositif a été réalisé en 2008.

En 2022, la commune comptait 517 habitants, en évolution de −4,61 % par rapport à 2016 (Pas-de-Calais : −0,72 %, France hors Mayotte : +2,11 %).
| 1793 | 1800 | 1806 | 1821 | 1831 | 1836  | 1841  | 1846 | 1851  |
| ---- | ---- | ---- | ---- | ---- | ----- | ----- | ---- | ----- |
| 550  | 549  | 538  | 890  | 992  | 1 033 | 1 030 | 987  | 1 002 |

| 1856 | 1861 | 1866 | 1872 | 1876 | 1881 | 1886 | 1891 | 1896 |
| ---- | ---- | ---- | ---- | ---- | ---- | ---- | ---- | ---- |
| 976  | 952  | 910  | 878  | 884  | 891  | 871  | 829  | 755  |

| 1901 | 1906 | 1911 | 1921 | 1926 | 1931 | 1936 | 1946 | 1954 |
| ---- | ---- | ---- | ---- | ---- | ---- | ---- | ---- | ---- |
| 706  | 681  | 650  | 457  | 518  | 505  | 479  | 453  | 475  |

| 1962 | 1968 | 1975 | 1982 | 1990 | 1999 | 2006 | 2008 | 2013 |
| ---- | ---- | ---- | ---- | ---- | ---- | ---- | ---- | ---- |
| 434  | 408  | 374  | 437  | 518  | 512  | 543  | 553  | 563  |

| 2018 | 2022 | - | - | - | - | - | - | - |
| ---- | ---- | - | - | - | - | - | - | - |
| 523  | 517  | - | - | - | - | - | - | - |

#### Pyramide des âges
En 2018, le taux de personnes d'un âge inférieur à 30 ans s'élève à 30,6 %, soit en dessous de la moyenne départementale (36,7 %). À l'inverse, le taux de personnes d'âge supérieur à 60 ans est de 27,5 % la même année, alors qu'il est de 24,9 % au niveau départemental.
En 2018, la commune comptait 263 hommes pour 260 femmes, soit un taux de 50,29 % d'hommes, légèrement supérieur au taux départemental (48,50 %).
Les pyramides des âges de la commune et du département s'établissent comme suit.
| Hommes | Classe d’âge | Femmes |
| ------ | ------------ | ------ |
| 0,4    | 90 ou +      | 0,8    |
| 6,1    | 75-89 ans    | 5,0    |
| 20,2   | 60-74 ans    | 22,7   |
| 22,4   | 45-59 ans    | 22,3   |
| 18,6   | 30-44 ans    | 20,4   |
| 15,2   | 15-29 ans    | 10,8   |
| 17,1   | 0-14 ans     | 18,1   |

| Hommes | Classe d’âge | Femmes |
| ------ | ------------ | ------ |
| 0,5    | 90 ou +      | 1,6    |
| 5,6    | 75-89 ans    | 8,9    |
| 16,7   | 60-74 ans    | 18,1   |
| 20,2   | 45-59 ans    | 19,2   |
| 18,9   | 30-44 ans    | 18,1   |
| 18,2   | 15-29 ans    | 16,2   |
| 19,9   | 0-14 ans     | 17,9   |

## Culture locale et patrimoine

### Lieux et monuments
- L'église Saint-Quentin.
- La chapelle Sainte-Barbe.
- La chapelle Sainte-Rita.
- Le monument aux morts, surmonté d'une croix de guerre. Détruit par les allemands en 1940 et restauré en septembre 1951[35].
- Le monument de la guerre franco-allemande de 1870, dans le cimetière[36].
- La plaque commémorative aux victimes de la Première Guerre mondiale, à l'intérieur de la mairie[36].
- Le cimetière militaire Beaulencourt British Cemetery situé à 2 km à l'est sur le terroir de la commune.

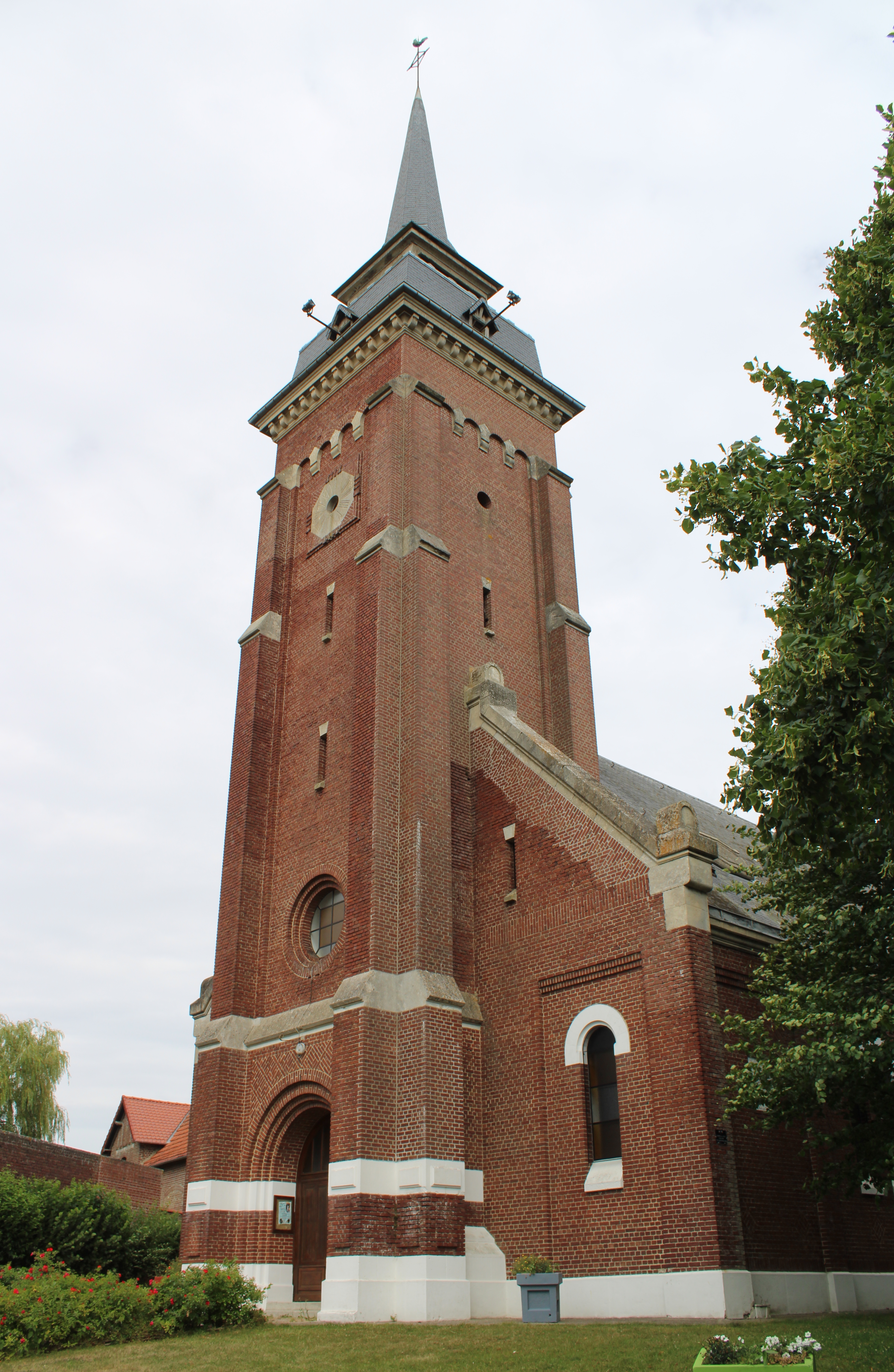
L'église.
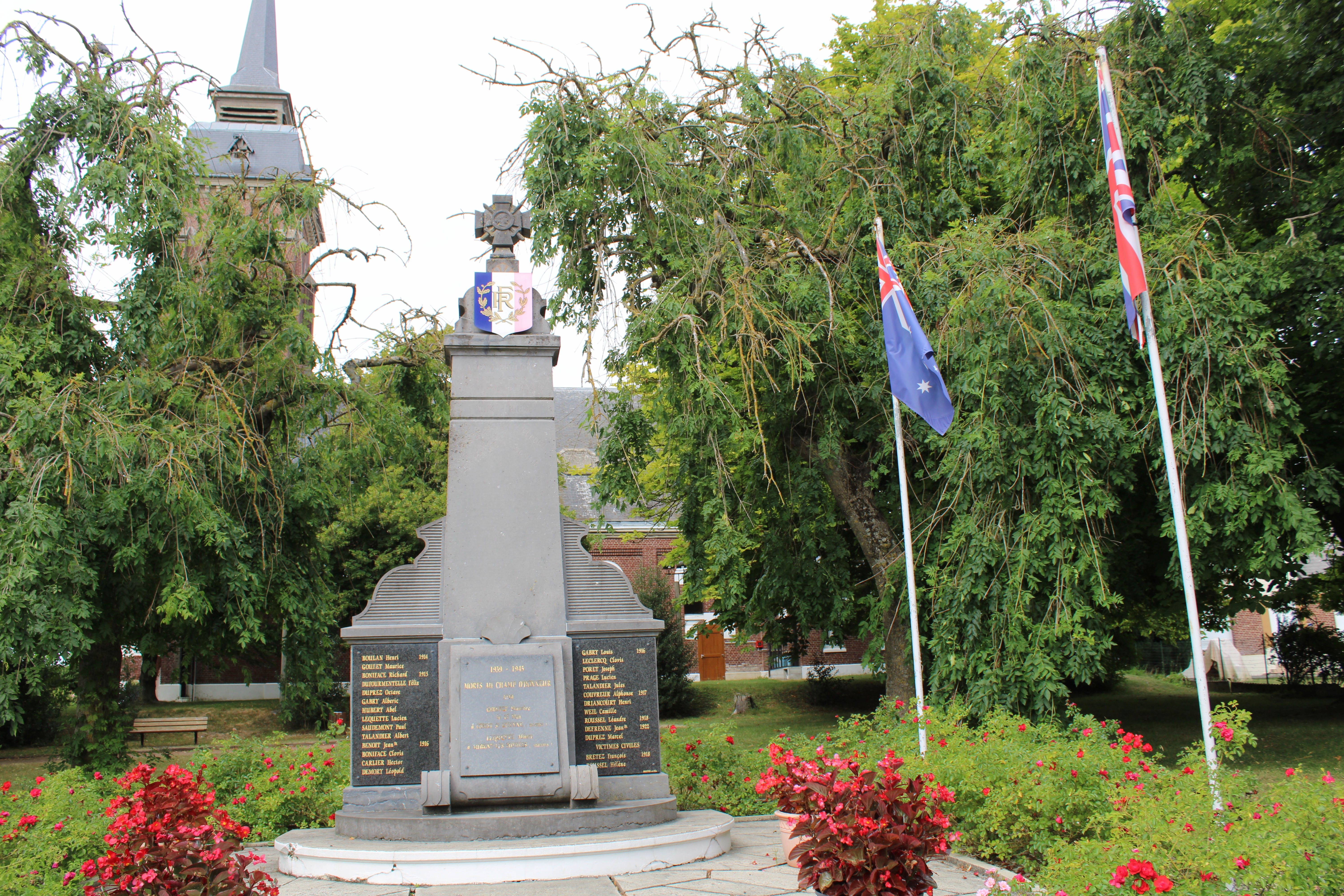
Le monument aux morts.
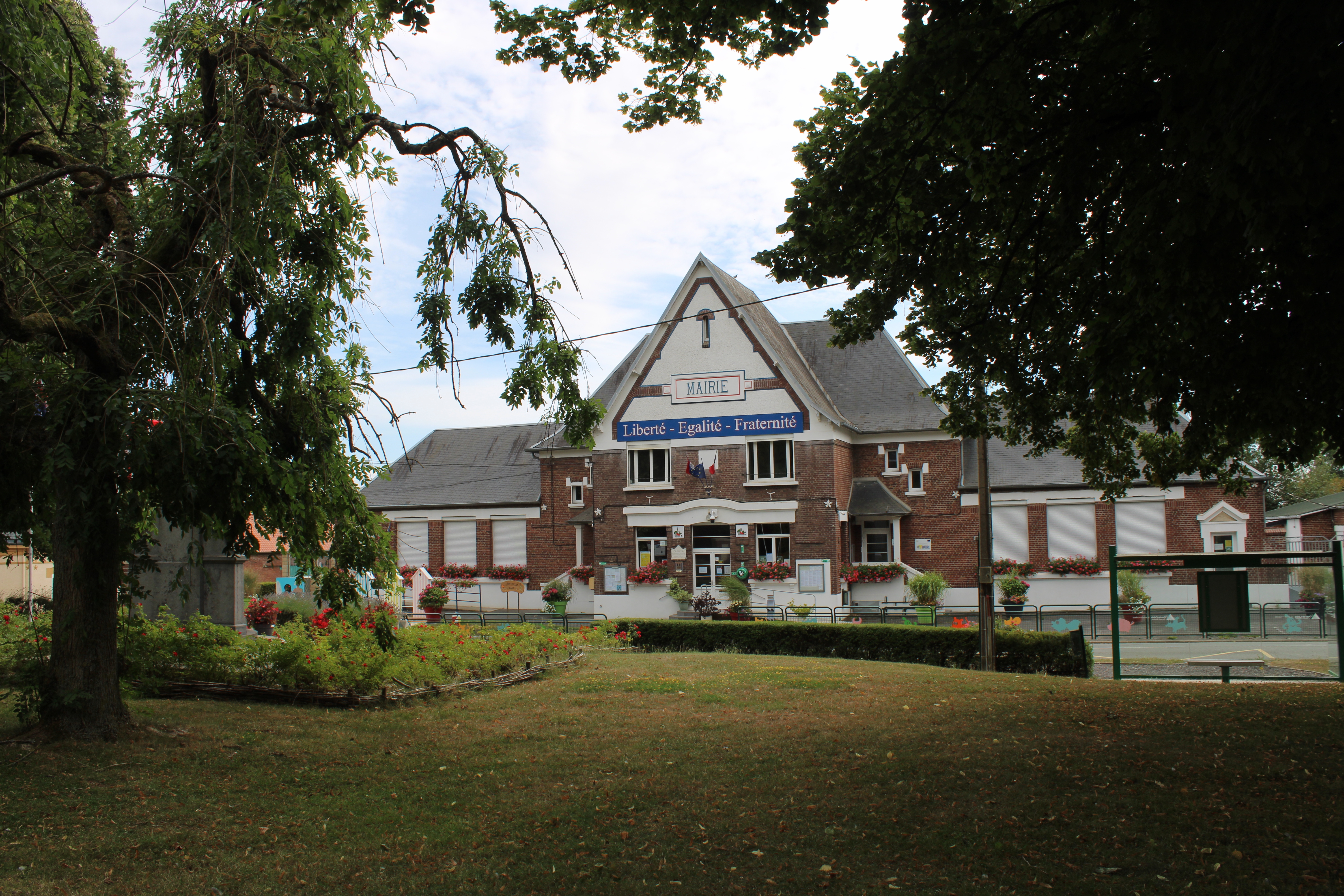
La place de la mairie.
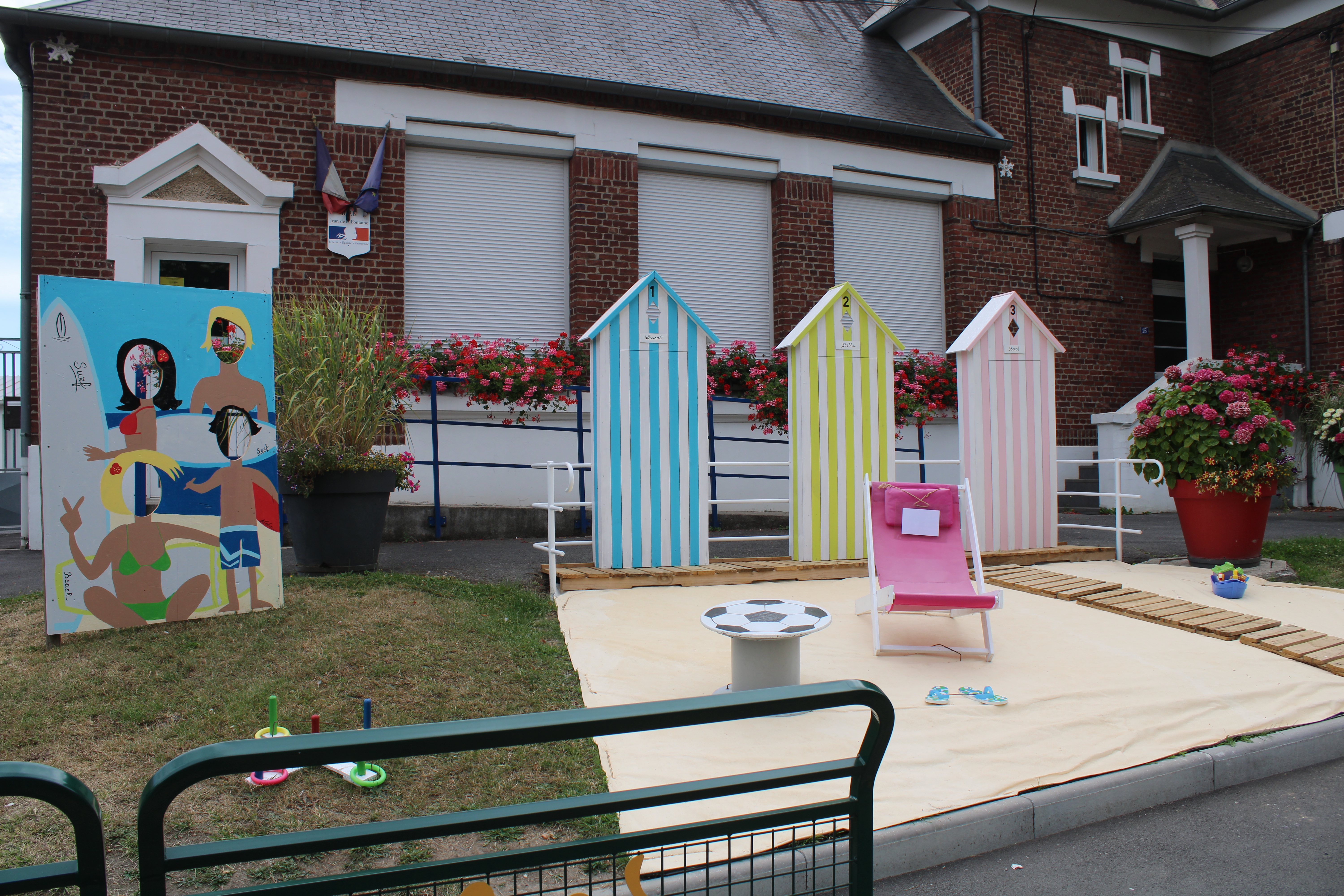
Décor de rue : la plage en 2022.
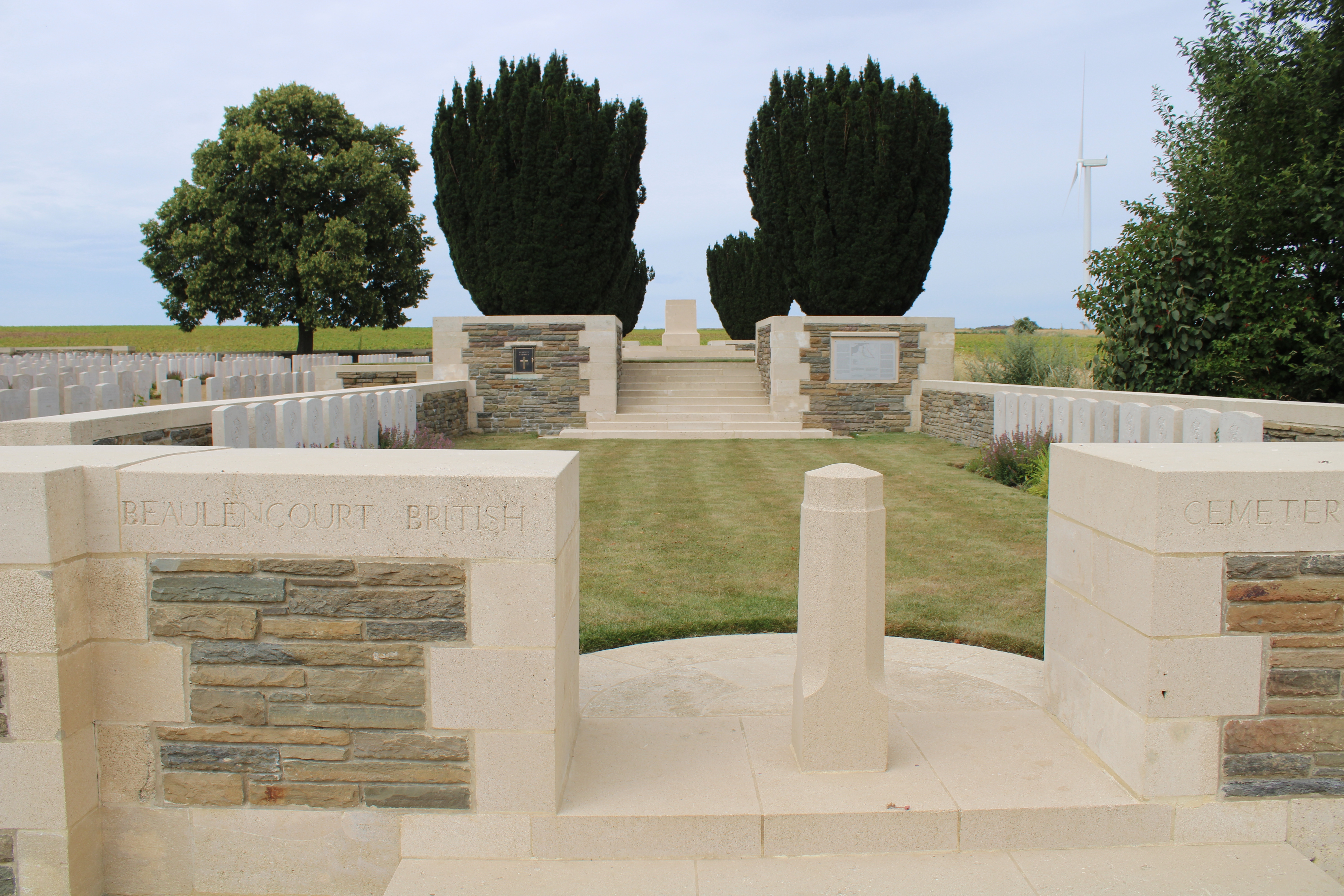
Le Beaulencourt British Cemetery.

### Personnalités liées à la commune
- Adolf Hitler est blessé près du hameau de Le Barque, commune de Ligny-Thilloy, au lieu-dit La Cavée le 7 octobre 1916[37].

### Héraldique
| Blason de Ligny-Thilloy | Blason  | D'azur au chef d'hermine. Ornements extérieursCroix de guerre 1914-1918 |
| Blason de Ligny-Thilloy | Détails | Le statut officiel du blason reste à déterminer.                        |

## Pour approfondir

#### Bases de données, dictionnaires et encyclopédies
- Ressources relatives à la géographie :   - Insee (communes)
  - Ldh/EHESS/Cassini
- Ressource relative à plusieurs domaines :   - Annuaire du service public français
- Notices d'autorité :   - BnF (données)

#### Autres liens externes
- Dossier de la commune sur le site de l'Insee[Note 5], [lire en ligne]
- La commune sur le site des archives départementales du Pas-de-Calais, [lire en ligne]
- La commune sur Remonter le temps, sur le site de l'IGN, [lire en ligne][Note 6]
- « La commune » sur Géoportail.